# Zack Pearlman
Zachary Michael "Zack" Pearlman (ur. 19 maja 1988 w Ann Arbor, Michigan) – amerykański aktor.
Najbardziej znany z roli Zacka z filmu Jaya Cartwrighta z filmu Skok na cnotę. W 2012 roku zagrał rolę Jaya Cartwrighta w serialu MTV – Średniaki, amerykańskim remake'u brytyjskiego serialu The Inbetweeners, ale z powodu niskiej oglądalności serialu, emisja została zakończona po pierwszym sezonie.

## Życiorys
Pearlman urodził się w Ann Arbor w stanie Michigan. Jest synem Susan Weldon i Marka Pearlmana.

## Filmografia
- 2010: Skok na cnotę jako Zack
- 2011: Breaking In jako Leslie Kaczander (odcinek 21.0 Jump Street)
- 2012: Średniaki jako Jay Cartwright